# Walter Camp Award
Le Walter Camp Award, officiellement dénommé Walter Camp Player of the Year Award, est un trophée annuel décerné depuis 1967 et récompensant le meilleur joueur de la NCAA.
Le jury est composé d'entraîneurs de la NCAA Division I FBS, de journalistes sportifs et des membres de la Walter Camp Football Foundation (en).
Depuis sa création, seuls trois joueurs ont gagné le trophée à deux reprises :
- Colt McCoy (Texas) en 2008 et 2009 ;
- Archie Griffin (Ohio State) en 1974 et 1975 ;
- O. J. Simpson (USC) en 1967 et 1968.

## Lauréats
| Années | Joueurs            | Universités    |
| ------ | ------------------ | -------------- |
| 1967   | O. J. Simpson      | USC            |
| 1968   | O. J. Simpson (2)  | USC            |
| 1969   | Steve Owens        | Oklahoma       |
| 1970   | Jim Plunkett       | Stanford       |
| 1971   | Pat Sullivan       | Auburn         |
| 1972   | Johnny Rodgers     | Nebraska       |
| 1973   | John Cappelletti   | Penn State     |
| 1974   | Archie Griffin     | Ohio State     |
| 1975   | Archie Griffin (2) | Ohio State     |
| 1976   | Tony Dorsett       | Pittsburgh     |
| 1977   | Ken MacAfee        | Notre Dame     |
| 1978   | Billy Sims         | Oklahoma       |
| 1979   | Charles White      | USC            |
| 1980   | Hugh Green         | Pittsburgh     |
| 1981   | Marcus Allen       | USC            |
| 1982   | Herschel Walker    | Georgia        |
| 1983   | Mike Rozier        | Nebraska       |
| 1984   | Doug Flutie        | Boston College |
| 1985   | Bo Jackson         | Auburn         |
| 1986   | Vinny Testaverde   | Miami (FL)     |
| 1987   | Tim Brown          | Notre Dame     |
| 1988   | Barry Sanders      | Oklahoma State |
| 1989   | Anthony Thompson   | Indiana        |
| 1990   | Raghib Ismail      | Notre Dame     |
| 1991   | Desmond Howard     | Michigan       |
| 1992   | Gino Torretta      | Miami (FL)     |
| 1993   | Charlie Ward       | Florida State  |
| 1994   | Rashaan Salaam     | Colorado       |
| 1995   | Eddie George       | Ohio State     |
| 1996   | Danny Wuerffel     | Florida        |

| Années | Joueurs            | Universités    |
| ------ | ------------------ | -------------- |
| 1997   | Charles Woodson    | Michigan       |
| 1998   | Ricky Williams     | Texas          |
| 1999   | Ron Dayne          | Wisconsin      |
| 2000   | Josh Heupel        | Oklahoma       |
| 2001   | Eric Crouch        | Nebraska       |
| 2002   | Larry Johnson      | Penn State     |
| 2003   | Larry Fitzgerald   | Pittsburgh     |
| 2004   | Matt Leinart       | USC            |
| 2005   | Reggie Bush        | USC            |
| 2006   | Troy Smith         | Ohio State     |
| 2007   | Darren McFadden    | Arkansas       |
| 2008   | Colt McCoy         | Texas          |
| 2009   | Colt McCoy (2)     | Texas          |
| 2010   | Cam Newton         | Auburn         |
| 2011   | Andrew Luck        | Stanford       |
| 2012   | Manti Te'o         | Notre Dame     |
| 2013   | Jameis Winston     | Florida State  |
| 2014   | Marcus Mariota     | Oregon         |
| 2015   | Derrick Henry      | Alabama        |
| 2016   | Lamar Jackson      | Louisville     |
| 2017   | Baker Mayfield     | Oklahoma       |
| 2018   | Tua Tagovailoa     | Alabama        |
| 2019   | Joe Burrow         | LSU            |
| 2020   | DeVonta Smith      | Alabama        |
| 2021   | Kenneth Walker III | Michigan State |
| 2022   | Caleb Williams     | USC            |
| 2023   | Jayden Daniels     | LSU            |
| 2024   | Travis Hunter      | Colorado       |

## Classement par équipes
| Équipes        | Nombre de trophée |
| -------------- | ----------------- |
| USC            | 7~                |
| Notre Dame     | 4                 |
| Oklahoma       | 4                 |
| Ohio State     | 4~                |
| Alabama        | 3                 |
| Auburn         | 3                 |
| Nebraska       | 3                 |
| Pittsburgh     | 3                 |
| Texas          | 3~                |
| Colorado       | 2                 |
| Florida State  | 2                 |
| LSU            | 2                 |
| Miami          | 2                 |
| Michigan       | 2                 |
| Penn State     | 2                 |
| Stanford       | 2                 |
| Arkansas       | 1                 |
| Boston College | 1                 |
| Florida        | 1                 |
| Georgia        | 1                 |
| Indiana        | 1                 |
| Louisville     | 1                 |
| Michigan State | 1                 |
| Oklahoma State | 1                 |
| Oregon         | 1                 |
| Wisconsin      | 1                 |

~ Indique un gagnant à deux reprises